# Milena Kosec
Milena Kosec, slovenska umetnica, * 1947, Ljubljana.

## Življenje
Milena Kosec je leta 1974 diplomirala iz tehniške matematike na Fakulteti za naravoslovje in tehnologijo Univerze v Ljubljani. V sedemdesetih je kariero načrtovalke računalniških aplikacij začela na Republiškem računskem centru na Institutu "Jožef Stefan" in jo ob začetku novega tisočletja sklenila z upokojitvijo na Telekomu Slovenije. Ves čas je sledila razvoju nove tehnologije in načrtovala njeno praktično uporabo v družbenem okolju. Načrtala in uspešno realizirala je prvo interaktivno, on-line aplikacijo z uporabo črtne kode v Sloveniji: Evidenca krvodajalcev in odvzete krvi.
Vzporedno z osnovnim poklicem se je udejstvovala tudi na umetniškem področju – predvsem likovnem. Leta 1988 je odprla galerijo Vila Katarina. Sama jo je označila kot „ne-strokovno, ne-profitno in ne-institucionalno galerijo." Skupaj s kolegi z likovnega področja je prirejala različne dogodke, ki so jih občasno izvajali tudi v javnem prostoru. S skupinsko razstavo Svetlobni kipi v vrtu je leta 1998 uradno zaključila svojo galerijsko dejavnost. Vseeno je sledilo še nekaj razstav.

## Umetniško delo
Leta 1992 je oblikovala prvi umetniški projekt Državica Ptičjestrašilna, v okviru katerega je do leta 2000 izvedla več različnih akcij v javnem prostoru Ljubljane. V svojih delih tematiziranja pomena umetnosti za posameznika in pomen le-te v odnosu do družbe. Projekti Minulo delo, razprodaja", Kupec določi ceno", Osebni pogovor in Darila obravnavajo spremijanje pomena in vrednosti človeškega dela in preobremenjenost z materialnim.
Milena Kosec je družbeno kritična in tudi samokritična do svojega ustvarjanja. Z izrazi: »diletantka«, »profesionalna umetnica« in »karierna sodobna umetnica« je beležila razvojne faze svojega odnosa do institucije umetnosti. Z razstavo Odprtje Državičinih arhivov v MGLC in z izdajo zbirke publikacij Državica Ptičjestrašilna v sliki in besedi je leta 2007 zaključila z materialno produkcijo. Po tem dogodku se je umetnica odrekla tudi dokumentiranju in postprodukciji svojih del razen na spletišču. Njena najpoznejša faza ustvarjanja se je zožila na naslednje prvine: »osebni odnos, nematerialnost, enkratnost in naključnost«. Tak je tudi projekt Naključni osebni pogovori. Svojo zadnjo fazo ustvarjanja, kjer sama ne proizvede ničesar materialnega, je označila s terminom ANTIprodukcija. S 1. januarjem 2018 se je umetniško upokojila in postala upokojena karierna sodobna umetnica.

### Seznam pomembnejših skupinskih / samostojnih razstav
- Samostojna razstava, galerija GT, Ljubljana, 1992
- Vulgata / U3 - 3. Trienale sodobne umetnosti, Moderna galerija, Ljubljana, 2000-2001
- Samostojna razstava ZASTAVE, Galerija Kapelica, Ljubljana, 2001
- Slovenska umetnost 1985-1995, Moderna galerija, 2004
- Skupinska razstava PRVA LINIJA, Mednarodni grafični likovni center - MGLC, Ljubljana, 2005
- Festival VMESNI PROSTORI v okviru Štajerske jeseni, Galerija ESC, Graz, Avstrija, 2006
- Samostojna razstava ODPRTJE DRŽAVIČINIH ARHIVOV, MGLC, Ljubljana, 2007
- MANIFESTA7, European Biennial of Contemporary Art, Trentino-AltoAdige (IT), 2008